# Bobby Charlton
Sir Robert „Bobby” Charlton, CBE (n. 11 octombrie 1937, Ashington, Anglia, Regatul Unit – d. 21 octombrie 2023, Macclesfield, Anglia, Regatul Unit) a fost un fotbalist profesionist englez, care a câștigat Campionatul Mondial de Fotbal și a fost numit Fotbalistul European al Anului în 1966. Bobby Charlton și-a petrecut aproape întreaga carieră la Manchester United, unde a devenit faimos pentru incursiunile sale în atac și pentru șutul puternic de la distanță.
A debutat în echipa de seniori a lui United în 1956, câștigându-și locul de titular pe parcursul a două sezoane, în care a supraviețuit dezastrului aerian de la München din 1958. După ce a contribuit la titlul de campioană a lui Manchester United în 1965, a câștigat medalia de aur la Campionatul Mondial de Fotbal 1966, un an mai târziu. A câștigat din nou campionatul în 1967. În 1968, a fost căpitanul echipei Manchester United, prima echipă engleză care a câștigat Cupa Campionilor Europeni; în finala competiției, Charlton a marcat două goluri. Charlton a marcat mai multe goluri pentru Manchester United și naționala Angliei decât oricare alt fotbalist. Deține de asemenea recordul de prezențe în tricoul lui United. Este considerat de mulți ca fiind unul dintre cei mai mari fotbaliști din istorie.
A plecat de la Manchester United în 1973, a devenit antrenor-jucător la Preston North End, dar a decis că antrenoratul nu e de el și a plecat după un singur sezon.
După ce a fost pentru scurt timp director la Wigan Athletic F.C., face parte din 1984 din Consiliul de Directori ai lui Manchester United
A fost numit cavaler al Imperiului Britanic în 1994.

## Statistici carieră

### Club
| Sezon               | Club                | Campionat           | Meciuri | Goals  | Meciuri | Goals   | Meciuri    | Goals      | Meciuri | Goals  | Meciuri | Goals |
| England             | England             | England             | League  | League | FA Cup  | FA Cup  | League Cup | League Cup | Europe  | Europe | Total   | Total |
| ------------------- | ------------------- | ------------------- | ------- | ------ | ------- | ------- | ---------- | ---------- | ------- | ------ | ------- | ----- |
| 1956–57             | Manchester United   | First Division      | 14      | 10     | 2       | 1       | -          | -          | 1       | 1      | 17      | 12    |
| 1957–58             | Manchester United   | First Division      | 21      | 8      | 7       | 5       | -          | -          | 2       | 3      | 30      | 16    |
| 1958–59             | Manchester United   | First Division      | 38      | 29     | 1       | 0       | -          | -          | -       | -      | 39      | 29    |
| 1959–60             | Manchester United   | First Division      | 37      | 18     | 3       | 3       | -          | -          | -       | -      | 40      | 21    |
| 1960–61             | Manchester United   | First Division      | 39      | 21     | 3       | 0       | -          | -          | -       | -      | 42      | 21    |
| 1961–62             | Manchester United   | First Division      | 37      | 8      | 6       | 2       | -          | -          | -       | -      | 43      | 10    |
| 1962–63             | Manchester United   | First Division      | 28      | 7      | 6       | 2       | -          | -          | -       | -      | 34      | 9     |
| 1963–64             | Manchester United   | First Division      | 40      | 9      | 7       | 2       | -          | -          | 6       | 4      | 54      | 15    |
| 1964–65             | Manchester United   | First Division      | 41      | 10     | 7       | 0       | -          | -          | 11      | 8      | 59      | 18    |
| 1965–66             | Manchester United   | First Division      | 38      | 16     | 7       | 0       | -          | -          | 8       | 2      | 54      | 18    |
| 1966–67             | Manchester United   | First Division      | 42      | 12     | 2       | 0       | -          | -          | -       | -      | 44      | 12    |
| 1967–68             | Manchester United   | First Division      | 41      | 15     | 2       | 1       | -          | -          | 9       | 2      | 53      | 20    |
| 1968–69             | Manchester United   | First Division      | 32      | 5      | 6       | 0       | -          | -          | 8       | 2      | 48      | 7     |
| 1969–70             | Manchester United   | First Division      | 40      | 12     | 9       | 1       | 8          | 1          | -       | -      | 57      | 14    |
| 1970–71             | Manchester United   | First Division      | 42      | 5      | 2       | 0       | 6          | 3          | -       | -      | 50      | 8     |
| 1971–72             | Manchester United   | First Division      | 40      | 8      | 7       | 2       | 6          | 2          | -       | -      | 53      | 12    |
| 1972–73             | Manchester United   | First Division      | 36      | 6      | 1       | 0       | 4          | 1          | -       | -      | 41      | 7     |
| Total               | Total               | Total               | 606     | 199    | 78      | 19      | 24         | 7          | 45      | 22     | 758     | 249   |
| 1974–75             | Preston North End   | Third Division      | 38      | 8      | 4       | 1       | 3          | 1          | -       | -      | 45      | 10    |
| Total               | Total               | Total               | 38      | 8      | 4       | 1       | 3          | 1          | -       | -      | 45      | 10    |
| Republic of Ireland | Republic of Ireland | Republic of Ireland | League  | League | FAI Cup | FAI Cup | League Cup | League Cup | Europe  | Europe | Total   | Total |
| 1975–76             | Waterford United    | League of Ireland   | 3       | 1      | 1       | 0       | 0          | 0          | 0       | 0      | 4       | 1     |
| Total               | Total               | Total               | 3       | 1      | 1       | 0       | 0          | 0          | 0       | 0      | 4       | 1     |
| Total               | England             | England             | 644     | 207    | 82      | 20      | 27         | 8          | 45      | 22     | 803     | 259   |
| Total               | Republic of Ireland | Republic of Ireland | 3       | 1      | 1       | 0       | -          | -          | -       | -      | 4       | 1     |
| Career total        | Career total        | Career total        | 647     | 208    | 83      | 20      | 27         | 8          | 45      | 22     | 807     | 260   |

### Internațional
| Anglia | Anglia  | Anglia |
| An     | Meciuri | Goluri |
| ------ | ------- | ------ |
| 1958   | 6       | 7      |
| 1959   | 7       | 5      |
| 1960   | 8       | 6      |
| 1961   | 9       | 6      |
| 1962   | 8       | 1      |
| 1963   | 10      | 6      |
| 1964   | 8       | 2      |
| 1965   | 5       | 2      |
| 1966   | 15      | 6      |
| 1967   | 4       | 2      |
| 1968   | 8       | 3      |
| 1969   | 9       | 1      |
| 1970   | 9       | 2      |
| Total  | 106     | 49     |

Goluri internaționale.
| Data               | Stadion                        | Oponent                    | Rezultat | Competiție                                         | Scored |
| ------------------ | ------------------------------ | -------------------------- | -------- | -------------------------------------------------- | ------ |
| 19 aprilie 1958    | Hampden Park, Glasgow          | Scoția                     | 4–0      | British Home Championship                          | 1 (1)  |
| 7 mai 1958         | Empire Stadium, Wembley        | Portugalia                 | 2–1      | Amical match                                       | 2 (3)  |
| 4 octombrie 1958   | Windsor Park, Belfast          | Irlanda de Nord            | 3–3      | British Home Championship                          | 2 (5)  |
| 22 octombrie 1958  | Empire Stadium, Wembley        | Uniunea Sovietică          | 5–0      | Amical match                                       | 1 (6)  |
| 11 aprilie 1959    | Empire Stadium, Wembley        | Scoția                     | 1–0      | British Home Championship                          | 1 (7)  |
| 6 mai 1959         | Empire Stadium, Wembley        | Italia                     | 2–2      | Amical match                                       | 1 (8)  |
| 28 mai 1959        | Wrigley Field, Los Angeles     | Statele Unite ale Americii | 8–1      | Amical match                                       | 3 (11) |
| 28 octombrie 1959  | Empire Stadium, Wembley        | Suedia                     | 2–3      | Amical match                                       | 1 (12) |
| 9 aprilie 1960     | Hampden Park, Glasgow          | Scoția                     | 1–1      | British Home Championship                          | 1 (13) |
| 8 octombrie 1960   | Windsor Park, Belfast          | Irlanda de Nord            | 5–2      | British Home Championship                          | 1 (14) |
| 15 octombrie 1960  | Stade Municipal, Luxemburg     | Luxemburg                  | 9–0      | 1962 FIFA World Cup qualification                  | 3 (17) |
| 23 noiembrie 1960  | Empire Stadium, Wembley        | Țara Galilor               | 5–1      | British Home Championship                          | 1 (18) |
| 10 mai 1961        | Empire Stadium, Wembley        | Mexic                      | 8–0      | Amical match                                       | 3 (21) |
| 28 septembrie 1961 | Highbury, Londra               | Luxemburg                  | 4–1      | 1962 FIFA World Cup qualification                  | 2 (23) |
| 22 noiembrie 1961  | Empire Stadium, Wembley        | Irlanda de Nord            | 1–1      | British Home Championship                          | 1 (24) |
| 2 iunie 1962       | Estadio El Teniente, Rancagua  | Argentina                  | 3–1      | 1962 FIFA World Cup                                | 1 (25) |
| 29 mai 1963        | Tehelné Pole, Bratislava       | Cehoslovacia               | 4–2      | Amical match                                       | 1 (26) |
| 2 iunie 1963       | Zentralstadion, Leipzig        | Germania de Est            | 2–1      | Amical match                                       | 1 (27) |
| 5 iunie 1963       | St. Jakob Stadium, Basel       | Elveția                    | 8–1      | Amical match                                       | 3 (30) |
| 12 octombrie 1963  | Ninian Park, Cardiff           | Țara Galilor               | 4–0      | British Home Championship                          | 1 (31) |
| 17 mai 1964        | Estádio Nacional, Lisabona     | Portugalia                 | 4–3      | Amical match                                       | 1 (32) |
| 27 mai 1964        | Downing Stadium, New York City | Statele Unite ale Americii | 10–0     | Amical match                                       | 1 (33) |
| 11 aprilie 1965    | Empire Stadium, Wembley        | Scoția                     | 2–2      | British Home Championship                          | 1 (34) |
| 20 octombrie 1965  | Empire Stadium, Wembley        | Austria                    | 2–3      | Amical match                                       | 1 (35) |
| 2 aprilie 1966     | Hampden Park, Glasgow          | Scoția                     | 4–3      | British Home Championship                          | 1 (36) |
| 4 mai 1966         | Empire Stadium, Wembley        | Iugoslavia                 | 2–0      | Amical match                                       | 1 (37) |
| 16 iunie 1966      | Empire Stadium, Wembley        | Mexic                      | 2–0      | 1966 FIFA World Cup                                | 1 (38) |
| 26 iulie 1966      | Empire Stadium, Wembley        | Portugalia                 | 2–1      | 1966 FIFA World Cup                                | 2 (40) |
| 16 noiembrie 1966  | Empire Stadium, Wembley        | Țara Galilor               | 5–1      | British Home Championship                          | 1 (41) |
| 21 octombrie 1967  | Ninian Park, Cardiff           | Țara Galilor               | 2–1      | British Home Championship                          | 1 (42) |
| 22 noiembrie 1967  | Empire Stadium, Wembley        | Irlanda de Nord            | 2–0      | British Home Championship                          | 1 (43) |
| 3 aprilie 1968     | Empire Stadium, Wembley        | Spania                     | 1–0      | 1968 UEFA European Football Championship qualifier | 1 (44) |
| 22 mai 1968        | Empire Stadium, Wembley        | Suedia                     | 3–1      | Amical match                                       | 1 (45) |
| 8 iunie 1968       | Stadio Olimpico, Roma          | Uniunea Sovietică          | 2–0      | 1968 UEFA European Football Championship           | 1 (46) |
| 7 mai 1969         | Empire Stadium, Wembley        | Țara Galilor               | 2–1      | British Home Championship                          | 1 (47) |
| 21 aprilie 1970    | Empire Stadium, Wembley        | Irlanda de Nord            | 3–1      | British Home Championship                          | 1 (48) |
| 20 mai 1970        | Estadio El Campín, Bogotá      | Columbia                   | 4–0      | Amical match                                       | 1 (49) |

## Palmares

### Club
Manchester United
- Football League First Division (3): 1956–57, 1964–65, 1966–67
- FA Cup (1): 1962–63
- Charity Shield (4): 1956, 1957, 1965, 1967
- FA Youth Cup (3): 1953–54, 1954–55, 1955–56
- Cupa Campionilor Europeni (1): 1967–68

### Național
- Campionatul Mondial de Fotbal (1): 1966
- British Home Championship (10): 1958, 1959, 1960, 1961, 1964, 1965, 1966, 1968, 1969, 1970
- Campionatul European de Fotbal 1968 (Bronz)

### Individual
- FIFA World Cup Golden Ball (1): 1966
- FIFA World Cup All-Star Team (2): 1966, 1970
- FIFA World Cup All-Time Team (1): 1994
- FIFA 100: 2004
- UEFA Golden Jubilee Poll: 2004
- Ballon d'Or: 1966
- FWA Footballer of the Year: 1965–66
- FWA Tribute Award: 1989
- PFA Merit Award: 1974
- Football League 100 Legends: 1998
- BBC Sports Personality of the Year Lifetime Achievement Award: 2008
- English Football Hall of Fame: 2002
- Laureus Lifetime Achievement Award : 2012

### Ordine și premii speciale
- Officer of the Most Excellent Order of the British Empire (OBE): 1969
- Commander of the Most Excellent Order of the British Empire (CBE): 1974
- Knight Bachelor: 1994
- Order of the Rising Sun, 4th class: 2012[11]